# Terres perdues
Rédemption
Terres perdues (titre original : The Waste Lands) est un roman de l'écrivain américain Stephen King publié aux États-Unis en 1991 et publié en France en 1992 dans une traduction de Jean-Daniel Brèque et Christiane Poulain. Il s'agit du troisième volet de la série La Tour sombre et la suite directe des Trois Cartes.

## Résumé
L'histoire commence plusieurs semaines après la fin du roman Les Trois Cartes. Roland a finalement réussi à faire venir dans son monde Eddie et Susannah et un amour grandissant s'épanouit entre ces deux-là. Ensemble, ils se déplacent vers l'est et s'éloignent de la côte alors que Roland commence leur entraînement de pistoleros. Ils affrontent un gigantesque ours Cyborg, nommé Shardik et découvrent alors un des six mythiques Rayons qui supportent la Tour sombre.
Parce que Roland a empêché Jack Mort de tuer le jeune Jake Chambers, il est déchiré par deux réalités contradictoires, une dans laquelle il a laissé Jake mourir, l'autre dans laquelle Jake n'est pas mort et vit toujours à New York. Et dans son monde, Jake est victime de la même contradiction. Tous les deux croient devenir fous. La seule solution qu'il leur reste est d'ouvrir un passage entre les deux mondes pour permettre à Jake de les rejoindre. Pour cela, il leur faut la clé, qu'Eddie a cru entrevoir dans un morceau de bois qu'il s'attache à tailler pour lui donner la bonne forme, et trouver la porte. À New York, la porte est une vieille maison réputée hantée que Jake découvre sur Dutch Hill, non sans avoir auparavant trouvé une bien curieuse rose dans un terrain vague. De l'autre côté, elle donne sur un anneau de parole où vit un démon que Susannah distrait par l'appât du sexe, permettant à Jake de passer. 
Le groupe est bientôt rejoint par Ote (Oy, dans la version originale), un « bafou-bafouilleux », combinaison de chien et de raton laveur doté de capacités rudimentaires de parole et d'une haute intelligence pour un animal. Une fois réuni, le Ka-Tet entreprend réellement la quête de la Tour sombre en suivant le sentier du Rayon. Celui-ci passe par Lud, une ville dévastée qui ressemble étrangement à New York avec le pont George-Washington. L'ancienne ville a été ravagée par des années de guerre intestine entre deux groupes rivaux : les Gris et les Ados. Dès leur arrivée, Jake est enlevé et amené à l'Homme Tic-Tac. Roland et Ote se lancent sur sa piste alors qu'Eddie et Susannah sont chargés de trouver le Berceau, moyen de quitter la ville. Après une violente confrontation avec l'Homme Tic-Tac et ses sbires, Jake est libéré par Roland et ils retrouvent Eddie et Susannah au Berceau de Lud, lequel est en fait une gare abritant un monorail, Blaine, doté d'une intelligence artificielle mais rendu fou par la dégradation de ses systèmes. Blaine accepte de les prendre à son bord mais leur annonce son intention de se tuer, et eux avec, sauf s'ils arrivent à le vaincre dans un concours de devinettes.

## Analyse
La première partie du roman, qui alterne entre deux mondes, est le « reflet de la lutte de Roland et Jake pour équilibrer leurs souvenirs contradictoires », une schizophrénie qui les rapproche d'Odetta/Detta tandis que leur dépendance « aux réponses à leur calvaire » rappelle celle d'Eddie à l'héroïne. Les connexions entre les mondes sont encore renforcées par l'interaction de Jake et Eddie à travers leurs rêves et ils finissent par se rejoindre par l'intermédiaire du manoir de Dutch Hill, « un mauvais endroit typique de l'œuvre de King ». La deuxième partie propulse définitivement l'histoire « sur le chemin de la Tour sombre ». Le récit prend des allures d'épopée, les personnages acquérant de la maturité et resserrant leurs liens avec chaque étape importante du voyage. Lors des épreuves qu'ils traversent à Lud, « Roland apprend à aimer et à se sacrifier pour autre chose que la Tour ; Eddie et Susannah apprennent à laisser le passé derrière eux mais à s'enrichir de leur souffrance oubliée ; Jake apprend la foi et le pardon ». Les devinettes, « modifications de la réalité dues à des illusions du langage », présentes tout au long du livre rappellent également les épopées traditionnelles, celle de Tolkien comme celle de Beowulf.

## Les douze portails et gardiens
Douze gardiens protègent les douze portails à la fin de chaque Rayon. Ainsi chaque gardien est associé à un second, surveillant le portail à l'autre bout du Rayon. Au centre de tous les Rayons se trouve la Tour sombre. 
Shardik, l'Ours, a été créé par North Central Positronics Ltd, une entreprise connectée avec la mystérieuse Sombra Corporation. Ces entreprises appartiennent au Roi Cramoisi.
Les paires de gardiens sont :
- Ours – Tortue
- Cheval – Chien
- Rat – Poisson
- Éléphant – Loup
- Lion – Aigle
- Lièvre – Chauve-souris

## Distinctions
Terres perdues a été nommé au prix Bram Stoker du meilleur roman 1991, ainsi qu'au prix Locus du meilleur roman d'horreur 1992, terminant à la troisième place. 

## Charlie le Tchou-Tchou
De multiples références sont faites au livre fictif Charlie le Tchou-Tchou (Charlie the Choo-Choo). Stephen King en écrit l'histoire dans le chapitre 22 alors que Jake est en train de la lire. L'intégralité de ce conte tel qu'il est raconté dans Terres perdues a été publié par Simon & Schuster en anglais sous le pseudonyme de Beryl Evans. 150 exemplaires du livre ont d'abord été distribués lors de la Comic-Con de San Diego de 2016, une comédienne ayant été engagée à cette occasion pour faire une fausse dédicace.